# حجة التدرج
حجة التدرج، (المعروفة أيضًا باسم الحجة من الدرجات أو الحجة الهينولوجية)  هي حجة لوجود الله التي اقترحها أولاً اللاهوتي الروماني الكاثوليكي توماس الأكويني خلال العصور الوسطى كواحدة من الطرق الخمسة للتجادل فلسفيًا لإثبات وجود الله في كتابه: الخلاصة اللاهوتيه. يقوم على مفاهيم الكمال الوجودية واللاهوتية . غالبًا ما يختلف الباحثون التوماويون المعاصرون حول التبرير الميتافيزيقي لهذا البرهان، ووفقًا لإدوارد فيسر، فإن الميتافيزيقيا في الحجة لها علاقة بأرسطو أكثر من أفلاطون. وبالتالي في حين أن الحجة تفترض مسبقًا الواقعية حول الكون والأشياء المجردة، سيكون من الأدق القول أن الأكويني يفكر في الواقعية الأرسطية وليس الواقعية الأفلاطونية في حد ذاتها.

## تركيبة الأكويني الأصلية
الدليل الرابع ينشأ من التدرج الموجود في الأشياء، لأن هناك درجة أكبر وأقل في الخير والحقيقة والنبل وما شابه ذلك، ولكن بشكل أو بآخر يتم التحدث عن أشياء مختلفة لأنها تقترب بطرق متنوعة نحو شيء أعظم، تمامًا كما هو الحال في حالة الأسخن (أكثر سخونة) فهوو يقترب من الحرارة القصوى. كذلك يوجد شيء هو الأصح والأفضل والأكثر نبلًا، وبالتالي أكبر في الكيان، لأن أعظم الحقائق هي أعظم الكائنات. ما هو الأعظم في طريقه، وبطريقة أخرى هو سبب كل شيء من نوعه (أو جنسه) ؛ وبالتالي فإن النار التي هي أعظم حرارة، هي سبب كل الحرارة. لذلك يوجد شيء ما هو سبب وجود كل الأشياء والصلاح وكل الكمال على الإطلاق - وهذا ما نسميه الله.

## شكل مقسم
- فيما يلي نموذج القياس الذي جمعه روبرت جيه.

1. تحتوي الكائنات على خصائص ذات نطاقات أكبر أو أقل.
2. إذا كان للكائن خاصية بدرجة أقل، فهناك كائن آخر له خاصية إلى أقصى درجة ممكنة.
3. لذلك هناك كيان لديه كل الخصائص إلى أقصى درجة ممكنة.
4. لذا الله موجود.[2]